# لامپ پرتوی کاتدی

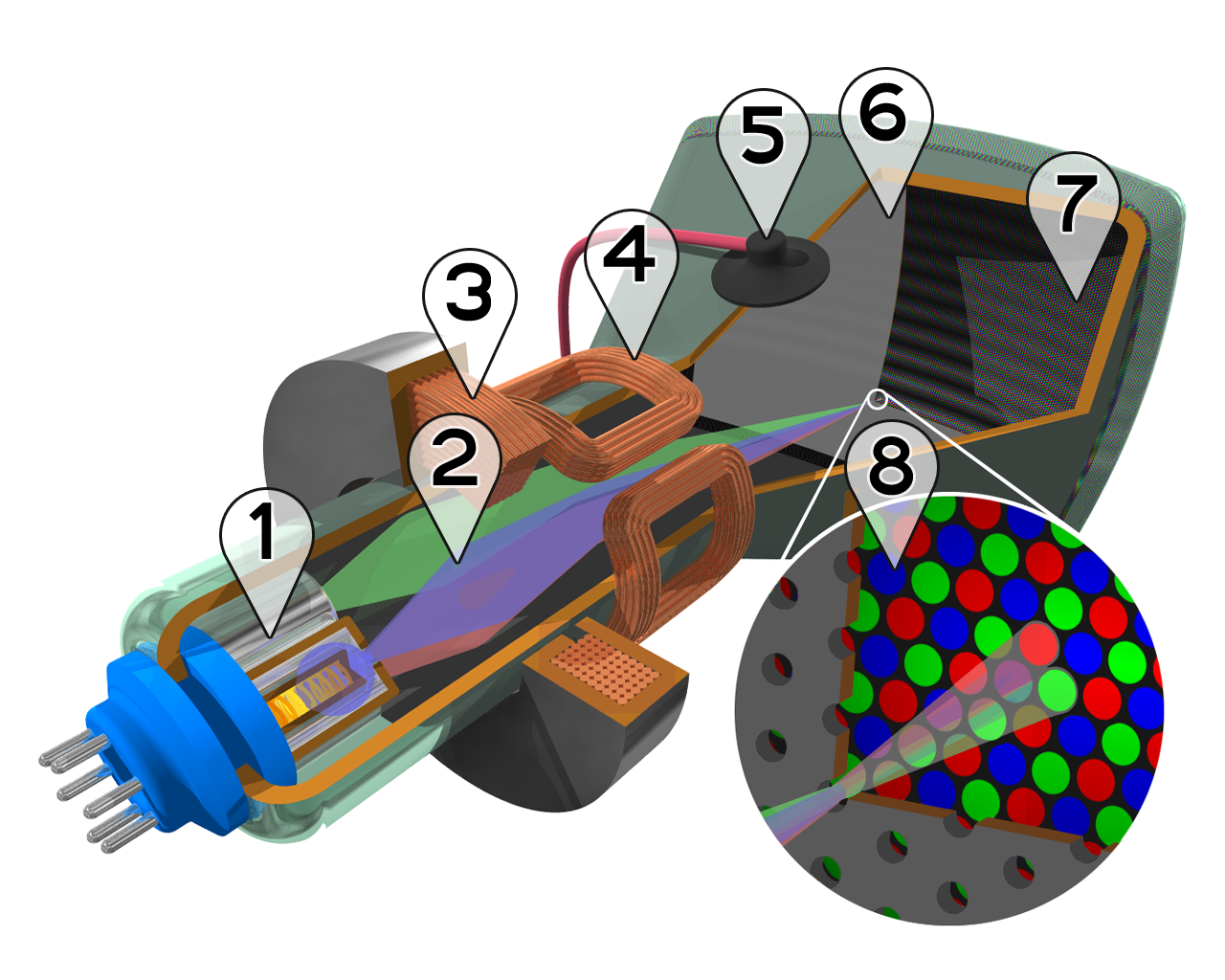
برشی از یک لامپ اشعه کاتد: ۱-تفنگ الکترونی ۲-اشعه الکترون ها ۳-سیم پیچ کانونی کننده ۴-سیم پیچ انحراف دهنده ۵-اتصال آندی ۶-پوشانه جداکننده نور قرمز، سبز و آبی تصویر در حال نمایش ۷- لایه فسفری قرمز، سبز و آبی ۸- نمایشی از لایه داخلی صفحه تصویر که با فسفر پوشیده شده‌است.

لامپ پرتوی کاتدی (به انگلیسی: Cathode-ray tube (CRT)) شامل یک تفنگ الکترونی (منبع الکترون) و صفحه‌ای با پوشش فلورسنت، و نیز ابزار داخلی و خارجی برای شتاب‌دادن و کانونی‌کردن اشعهٔ الکترون است، که می‌تواند تصویری بر روی صفحهٔ آغشته به فلورسنت نمایش دهد.

## تاریخچه
تاریخچه لامپ CRT در سال ١٨٣٣_١٨٣٢م ، با آزمایش های میکائیل فاراده(Michael faraday) شروع شد که تلاش داشت جریان الکتریسیته را از خلاء عبور دهد اما به علت عدم دسترسی به پمپ تخلیه هوا مناسب هرگز موفق نشد . در سال ١٨٥٥م ، شیشه گر آلمانی ، آقای هنریچ گیسلر( Heinrich Geissler ) اولین تیوب تخلیه شده از هوای مناسب را میسازد . پس از آن در سال ١٨٥٩م ، ریاضیدان و فیزیکدان آلمانی یولیوس پلوکر( Julius Plucker ) برای اولین بار اشعه کاتدی را شناسایی میکند . در سال ١٨٩٧ ویلیام کروکس ( William Crookes ) با ساخت لامپ کروکس که نمونه اولیه برای تمام لامپ های CRT آینده بود وجود اشعه کاتدی را تایید کرد .
و سرانجام اولین لامپ CRT توسط فیزیک‌دان آلمانی به نام فردیناند براون( Karl Ferdinand Braun ) در سال ۱۸۹۷ ساخته‌شد که به همین دلیل به لامپ براون نیز معروف است. این وسیله یک دیود کاتد سرد و در واقع بهبودیافته لامپ کروکس به‌همراه یک صفحه پوشیده‌شده با فسفر بود.
در سال ۱۹۰۷، دانشمند روسی، بوریس روزینگ، از CRT در انتهای گیرنده یک سیگنال ویدئویی تجربی استفاده کرد تا بتواند یک تصویر تولید کند. وی در تلاش بود که اشکال هندسی ساده را روی یک صفحه نمایش دهد که منجر به اختراع تکنولوژی CRT شده که امروزه از آن تحت عنوان تلویزیون یاد می‌شود.

## آزمایش تامسون

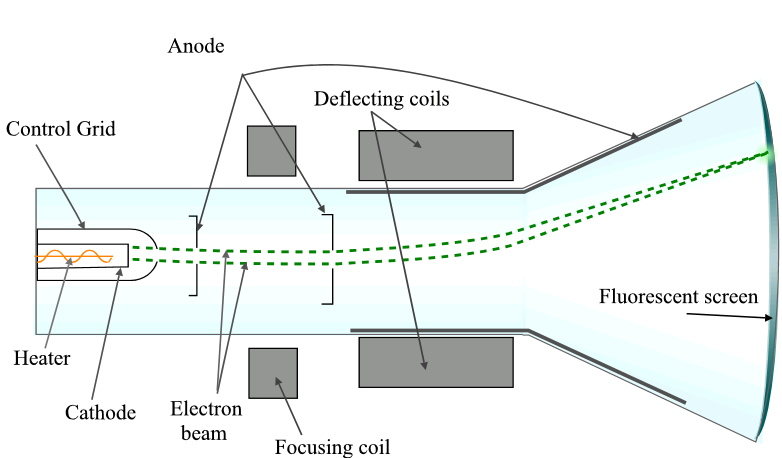
انحراف اشعه کاتد

در اواخر سده نوزدهم میلادی ، پرتو کاتدی به تفصیل مورد مطالعه قرار گرفت . نتایج به دست آمده از آزمایش های علمی ، دانشمندان را به این نتیجه رساند که این پرتو ها جریانی از ذرات سریع السیر دارای بار منفی هستند . این ذرات طبق پیشنهاد جورج استونی( George Stoney ) الکترون نامیده شدند .
چون بار های ناهمنام یکدیگر را جذب میکنند ، جریان الکتریکی تشکیل دهنده پرتو کاتدی ، هنگامی که دو صفحه با بار مخالف در دو طرف مسیر آن قرار بگیرد ، پرتو به سمت صفحه دارای بار مخالف جذب میشود. به این ترتیب در میدان الکتریکی این پرتو ها از مسیر مستقیم خود منحرف میشوند. درجه انحراف ، تابع دو عامل است:
1_ با اندازه بار ذره نسبت مستقیم دارد یعنی ذره ای با بار قوی تر نسبت به ذره ای با بار ضعیف ، بیشتر منحرف میشود.
2_ با جرم ذره نسبت عکس دارد یعنی هرچه جسم سنگین تر باشد کمتر منحرف میشود؛ به عبارتی انحراف با معکوس جرم رابطه مستقیم دارد.
بنابراین میزان انحراف با q/m رابطه دارد. میدان مغناطیسی هم الکترون ها را منحرف میکند که البته در انحراف به وسیله میدان مغناطیسی جهت انحراف عمود بر میدان و درانحراف توسط میدان الکتریکی جهت انحراف هم راستا ما میدان است.
جوزف تامسون( Joseph Thomson ) در سال 1897 میلادی مقدار q/m را با مطالعه انحراف پرتو کاتدی در میدان های الکتریکی و مغناطیسی تعیین کرد.

{\displaystyle {\displaystyle q/m=-1/7588*10^{8}C/g}}

## طرز کار لامپ پرتوی کاتدی

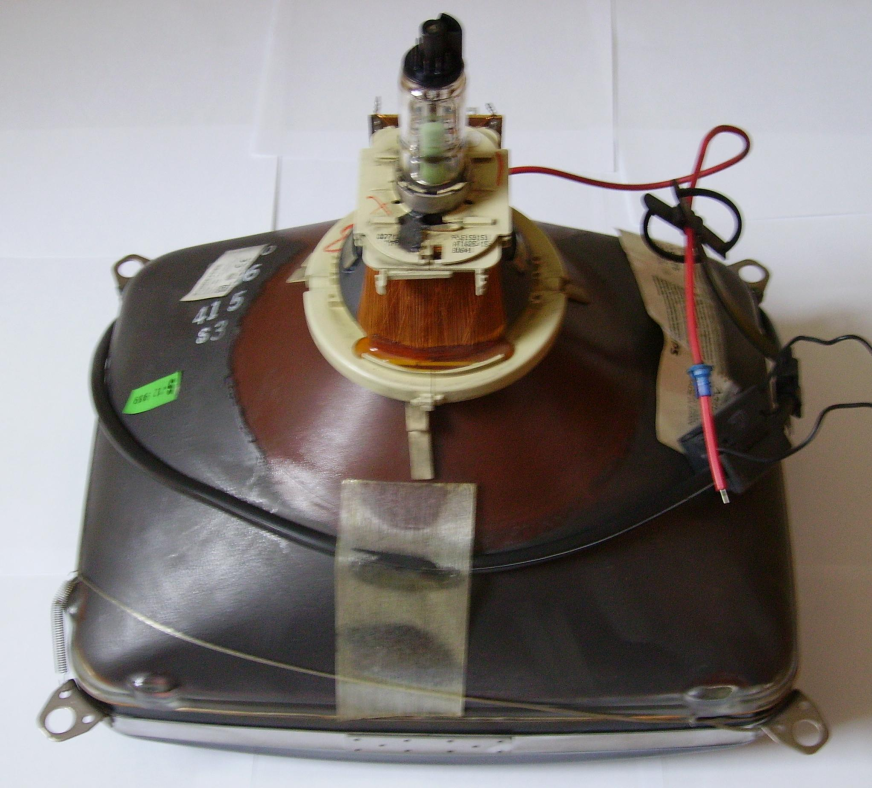
لوله اشعه کاتدی 2

تفنگ الکترونی عبارت است از کاتد گرم‌شونده که با گرم‌شدن، الکترون گسیل می‌کند و آند که به شکل قرصی با سوراخ کوچک با قطری برابر با ۱ تا ۳mm ساخته می‌شود. اختلاف پتانسیلی از چندصد تا چندهزار ولت بین کاتد و آند برقرار می‌شود که بین آن‌ها میدان الکتریکی شدیدی تشکیل می‌شود. این میدان به الکترونهایی که از کاتد گسیل می‌شوند تا سرعت‌های بسیار بالایی شتاب می‌دهد.
کاتد داخل استوانه فلزی است که به آن ولتاژ مثبتی (نسبت به کاتد) اعمال می‌شود که اندکی از ولتاژ آند کمتر است. عمل مشترک این استوانه و آند باعث می‌شوند که تقریباً تمام الکترونها در سوراخ آند جمع (کانونش پرتوهای کاتدی) و از آن به شکل نوار باریکی، یعنی باریکه الکترونی، خارج شوند. در محلی که این باریکه به پرده می‌خورد (ته لامپ که با ماده لیان پوشیده شده است)، نقطه تابان روشنی ظاهر می‌شود.
باریکه الکترونی خارج‌شونده از تفنگ الکترونی، در مسیرش به طرف پرده، از بین دو جفت صفحه‌های فلزی موازی می‌گذرند. اگر به جفت صفحه‌های اول، ولتاژی اعمال شود، میدان یکنواختی ایجاد می‌شود و الکترونهایی را که از آن می‌گذرند به طرف صفحه‌ای مثبت منحرف می‌کند و لکه روشن روی پرده در امتداد افقی به طرف چپ یا راست منحرف خواهدشد. به‌همین‌ترتیب، اگر ولتاژی به صفحات دوم اعمال شود، باریکه به طرف صفحه مثبت منحرف می‌گردد و لکه روشن روی پرده در امتداد قائم به طرف بالا یا پایین تغییر مکان می‌دهند.
سپس از روی جابه‌جایی لکه روشن روی پرده می‌توان در مورد ولتاژ اعمال شده بر صفحات منحرف‌کننده، نظر داد. به دلیل جرم (اینرسی) ناچیز الکترونها، به هر تغییر ولتاژ روی صفحات خیلی سریع واکنش نشان می‌دهند. بنابراین لامپ پرتوی کاتدی را می‌توان برای ردیابی فرایندهایی که در آن‌ها تغییرات بسیار سریع ولتاژ و جریان روی می‌دهند به‌کار برد. مسائلی از این نوع در مهندسی رادیو که در آنجا جریانها و ولتاژها چندین میلیون بار در ثانیه تغییر می‌کنند بسیار با اهمیت است.
نوسان‌نگار پرتو کاتدی، با مجهز کردن لامپ پرتو کاتدی با وسایل مناسبی جهت بررسی فرایندهایی شبیه تغییر سریع ولتاژ و جریان وسیله‌ای ساخته می‌شود. این وسیله نه فقط در مهندسی رادیو بلکه در بعضی شاخه‌های دیگر علم و تکنولوژی نیز ابزار مهمی است و کار در آزمایشگاه های علمی و صنعتی بدون آن دشوار است.

## تفاوت لامپ در تلویزیون و مانیتور های CRT
در تلویزیون های دارای لامپ پرتوی کاتدی از Picture Tube استفاده میشود که برخلاف آن در مانیتور از Display Tube استفاده میشود ٫ مانیتور های CRT دارای رفرش ریت بالایی تری می‌باشند.